# Løv-Ham Fotball 2011
Questa voce raccoglie le informazioni riguardanti il Løv-Ham Fotball nelle competizioni ufficiali della stagione 2011.

## Stagione
Il Løv-Ham ha chiuso il campionato 2011 al 16º posto in classifica, ultimo in graduatoria: per questo motivo, la squadra è retrocessa nella 2. divisjon. L'avventura nel Norgesmesterskapet 2011 è terminata invece al secondo turno, con l'eliminazione per mano dell'Åsane. Sul finire dell'anno, però, il Løv-Ham ha cessato la sua attività fondendosi con il Fyllingen per costituire una nuova società, il Fyllingsdalen, che avrebbe presto il posto del Løv-Ham nella 2. divisjon.

## Rosa
| N. |                     | Ruolo | Calciatore                 |
| -- | ------------------- | ----- | -------------------------- |
| 1  | Norvegia (bandiera) | P     | Johan Thorbjørnsen         |
| 3  | Norvegia (bandiera) | D     | Petter Havsgård Martinsen  |
| 4  | Norvegia (bandiera) | D     | Mats-André Lundekvam Olsen |
| 5  | Norvegia (bandiera) | D     | Max Bjørsvik               |
| 6  | Norvegia (bandiera) | D     | Bjørn Dahl                 |
| 7  | Norvegia (bandiera) | C     | Øystein Aksnes             |
| 8  | Norvegia (bandiera) | C     | Erlend Storesund           |
| 10 | Norvegia (bandiera) | C     | Anders Næs                 |
| 11 | Norvegia (bandiera) | A     | Matias Møvik               |
| 12 | Norvegia (bandiera) | P     | Harald Hjelseth Aksnes     |
| 14 | Norvegia (bandiera) | C     | Endre Hansen               |
| 15 | Norvegia (bandiera) | C     | Marius Brevig              |
| 15 | Norvegia (bandiera) | D     | Kevin Duré                 |
| 16 | Norvegia (bandiera) | C     | Joachim Hatland            |

| N. |                     | Ruolo | Calciatore          |
| -- | ------------------- | ----- | ------------------- |
| 16 | Norvegia (bandiera) | C     | Sverre Økland       |
| 17 | Norvegia (bandiera) | C     | Mats André Kaland   |
| 18 | Norvegia (bandiera) | C     | Arve Walde          |
| 19 | Norvegia (bandiera) | C     | Daniel Campos       |
| 19 | Norvegia (bandiera) | A     | Jean Alassane Mendy |
| 20 | Norvegia (bandiera) | C     | Fredrik Heggeland   |
| 21 | Norvegia (bandiera) | C     | Sindre Myrdal       |
| 21 | Nigeria (bandiera)  | C     | Prince Efe Ehiorobo |
| 23 | Norvegia (bandiera) | D     | Jakob Glesnes       |
| 24 | Norvegia (bandiera) | C     | Lars Kallevik       |
| 25 | Norvegia (bandiera) | A     | Belsti Dessalegn    |
| 26 | Francia (bandiera)  | D     | Christophe Psyché   |
| 30 | Norvegia (bandiera) | P     | Martin Hollund      |

## Calciomercato

### Sessione invernale
| Arrivi | Arrivi                     | Arrivi       | Arrivi     |
| R.     | Nome                       | da           | Modalità   |
| ------ | -------------------------- | ------------ | ---------- |
| P      | Harald Hjelseth Aksnes     |              | svincolato |
| D      | Petter Havsgård Martinsen  | Fana         | definitivo |
| D      | Mats-André Lundekvam Olsen | Åsane        | definitivo |
| D      | Christophe Psyché          | Oslo City    | definitivo |
| C      | Øystein Aksnes             | Arna-Bjørnar | definitivo |
| C      | Endre Hansen               |              | svincolato |
| C      | Sverre Økland              | Aalesund     | prestito   |
| A      | Jean Alassane Mendy        | Caen 2       | definitivo |

| Partenze | Partenze              | Partenze     | Partenze      |
| R.       | Nome                  | a            | Modalità      |
| -------- | --------------------- | ------------ | ------------- |
| D        | Paul Addo             | Odd Grenland | prestito      |
| D        | Karl Morten Eek       | Bodø/Glimt   | fine prestito |
| D        | Bjarte Haugsdal       | Brann        | fine prestito |
| D        | Erlend Johansen       | Årdal        | definitivo    |
| D        | Aleksander Solli      | Vålerenga    | definitivo    |
| C        | Moustapha Cissé       | Renaissance  | fine prestito |
| C        | Fredrik Haugen        | Brann        | definitivo    |
| A        | Trond-Erik Asbjørnsen |              | svincolato    |
| A        | Sindre Marøy          |              | svincolato    |

### Sessione estiva
| Arrivi | Arrivi        | Arrivi    | Arrivi   |
| R.     | Nome          | da        | Modalità |
| ------ | ------------- | --------- | -------- |
| C      | Marius Brevig | KFUM Oslo | prestito |

| Partenze | Partenze            | Partenze        | Partenze   |
| R.       | Nome                | a               | Modalità   |
| -------- | ------------------- | --------------- | ---------- |
| D        | Kevin Duré          | Fredrikstad     | prestito   |
| D        | Christophe Psyché   | Kristiansund BK | prestito   |
| C        | Prince Efe Ehiorobo | Bryne           | definitivo |
| A        | Jean Alassane Mendy | Elverum         | definitivo |

## Risultati

### 1. divisjon

#### Girone di andata
| Arbitro: | Kjensli (Oslo) |

|                        |           |  |
| Sæther Moen 90’ (rig.) | Marcatori |  |

| Arbitro: | Hansen (Feda) |

|  |           |            |
|  | Marcatori | 45’ Sistek |

| Arbitro: | Bruheim |

|                   |           |                               |
| Ehiorobo 58’, 68’ | Marcatori | 51’ Gundersen 89’ Lehne Olsen |

| Arbitro: | Kjensli (Oslo) |

|                             |           |  |
| Magnussen 1’ Sigurðsson 64’ | Marcatori |  |

| Arbitro: | Lundby (Bøverbru) |

|                                    |           |  |
| Mendy 12’ Hansen 43’ Storesund 57’ | Marcatori |  |

| Bryne 16 maggio 2011, ore 18:00 6ª giornata | Bryne                | 0 – 0 referto | Løv-Ham | Bryne Stadion (2.105 spett.)\| Arbitro: \| Hobber Nilsen (Oslo) \| |
| Arbitro:                                    | Hobber Nilsen (Oslo) |               |         |                                                                    |

| Arbitro: | Bruheim |

|  |           |                 |
|  | Marcatori | 57’ Sakariassen |

| Mjøndalen 29 maggio 2011, ore 18:00 8ª giornata | Mjøndalen    | 0 – 0 referto | Løv-Ham | Mjøndalen Stadion (821 spett.)\| Arbitro: \| Rafiq (Oslo) \| |
| Arbitro:                                        | Rafiq (Oslo) |               |         |                                                              |

| Arbitro: | Ahlsen |

|              |           |                                  |
| Storesund 9’ | Marcatori | 11’ (rig.) Braaten 17’ Sega Ngom |

| Arbitro: | Eskås |

|                                              |           |                       |
| Enkerud 58’ Eggen Persgård 62’ Duraković 67’ | Marcatori | 4’ Havsgård Martinsen |

| Arbitro: | Lundby (Bøverbru) |

|  |           |                   |
|  | Marcatori | 51’ Heltne Nilsen |

| Arbitro: | Hansen (Feda) |

|                                           |           |  |
| Solum 8’, 49’ Kaland 66’ (aut.) Güven 68’ | Marcatori |  |

| Arbitro: | Borgersen (Oslo) |

|  |           |                              |
|  | Marcatori | 10’ Saaliti 14’, 35’ Eriksen |

| Arbitro: | Hansen (Feda) |

|                    |           |            |
| Lamøy 76’ Brix 78’ | Marcatori | 17’ Kaland |

| Arbitro: | Eskås |

|                                      |           |                               |
| Bjørsvik 34’, 42’ Aksnes 71’ Næs 77’ | Marcatori | 15’, 64’ Bala 86’ (aut.) Duré |

#### Girone di ritorno
| Arbitro: | Hansen (Feda) |

|                                                     |           |                                             |
| Sistek 20’ (rig.), 37’ Heimisson 41’, 64’ Rasch 67’ | Marcatori | 52’ Walde 83’ Kallevik 90’ (aut.) Tømmernes |

| Arbitro: | Lundby (Bøverbru) |

|  |           |                      |
|  | Marcatori | 64’ Tuelo Johannesen |

| Arbitro: | Borgersen (Oslo) |

|                      |           |                                 |
| Dahle 51’ Bjerke 76’ | Marcatori | 20’ Havsgård Martinsen 57’ Dahl |

| Bergen 14 agosto 2011, ore 18:00 19ª giornata | Løv-Ham | 0 – 0 referto | Mjøndalen | Varden Amfi (141 spett.)\| Arbitro: \| Gya \| |
| Arbitro:                                      | Gya     |               |           |                                               |

| Arbitro: | Ahlsen |

|                               |           |                                          |
| Diomandé 18’, 59’ Karlsen 86’ | Marcatori | 38’ Næs 48’ Kaland 51’ Kallevik 74’ Dahl |

| Arbitro: | Eskås |

|              |           |                      |
| Bjørsvik 36’ | Marcatori | 26’ Røyrane 56’ Eike |

| Arbitro: | Gjermshus |

|  |           |                        |
|  | Marcatori | 17’ Kallevik 90’ Møvik |

| Arbitro: | Døvle (Larvik) |

|                         |           |  |
| Braaten 51’ (rig.), 69’ | Marcatori |  |

| Arbitro: | Thorsø Hansen |

|                         |           |                                            |
| Aksnes 27’ Bjørsvik 30’ | Marcatori | 62’ Maglic 72’ Heier Solbakken 87’ Enkerud |

| Arbitro: | Eskås |

|                                                 |           |  |
| Ulland Andersen 5’ Motland 34’, 51’ Norberg 39’ | Marcatori |  |

| Arbitro: | Hansen (Feda) |

|                           |           |                                  |
| Bjørsvik 40’ Kallevik 42’ | Marcatori | 61’, 68’, 74’, 79’ Stene 90’ Aas |

| Arbitro: | Ahlsen |

|                                                                          |           |                        |
| Olsen 11’ Laajab 12’ Stamsø Møller 41’, 55’, 81’ Skarsgard Bjørnevik 90’ | Marcatori | 56’ Glesnes 65’ Kaland |

| Arbitro: | Eskås |

|  |           |                        |
|  | Marcatori | 10’ Helle 90’ Ehiorobo |

| Arbitro: | Rafiq (Oslo) |

|                                                                    |           |  |
| Berget Skjølsvik 15’ (rig.) Saaliti 26’, 69’, 86’ Eriksen 43’, 75’ | Marcatori |  |

| Arbitro: | Døvle (Larvik) |

|                                   |           |                                             |
| Kaland 21’ Havsgård Martinsen 70’ | Marcatori | 7’, 47’, 49’ Di Vita Jensen 9’, 26’ Bolseth |

### Norgesmesterskapet
| Arbitro: | Hauge |

|           |           |                              |
| Spord 22’ | Marcatori | 24’ Aksnes 49’, 65’ Bjørsvik |

| Arbitro: | Tennøy |

|                                                                                                |                      |                                                                         |
| J. Hammersland 20’                                                                             | Marcatori            | 29’ Psyché                                                              |
| Låstad Ueland Leikvoll Moberg P. Hammersland Andersen Wiik Lundgren Torgersen Johansen Glesnes | Tiri di rigore 9 – 8 | Walde Kaland Ehiorobo Hansen Storesund Mendy Dahl Bjørsvik Thorbjørnsen |

## Statistiche

### Statistiche di squadra
| Competizione       | Punti | In casa | In casa | In casa | In casa | In casa | In casa | In trasferta | In trasferta | In trasferta | In trasferta | In trasferta | In trasferta | Totale | Totale | Totale | Totale | Totale | Totale | DR  |
| Competizione       | Punti | G       | V       | N       | P       | Gf      | Gs      | G            | V            | N            | P            | Gf           | Gs           | G      | V      | N      | P      | Gf     | Gs     | DR  |
| ------------------ | ----- | ------- | ------- | ------- | ------- | ------- | ------- | ------------ | ------------ | ------------ | ------------ | ------------ | ------------ | ------ | ------ | ------ | ------ | ------ | ------ | --- |
| 1. divisjon        | 16    | 15      | 2       | 2       | 11      | 17      | 31      | 15           | 2            | 3            | 10           | 15           | 40           | 30     | 4      | 5      | 21     | 32     | 71     | -39 |
| Norgesmesterskapet | -     | 0       | 0       | 0       | 0       | 0       | 0       | 2            | 1            | 1            | 0            | 4            | 2            | 2      | 1      | 1      | 0      | 4      | 2      | +2  |
| Totale             | -     | 15      | 2       | 2       | 11      | 17      | 31      | 17           | 3            | 4            | 10           | 19           | 42           | 32     | 5      | 6      | 21     | 36     | 73     | -37 |

### Andamento in campionato
| Giornata  | 1 | 2 | 3 | 4 | 5 | 6 | 7 | 8 | 9 | 10 | 11 | 12 | 13 | 14 | 15 | 16 | 17 | 18 | 19 | 20 | 21 | 22 | 23 | 24 | 25 | 26 | 27 | 28 | 29 | 30 |
| --------- | - | - | - | - | - | - | - | - | - | -- | -- | -- | -- | -- | -- | -- | -- | -- | -- | -- | -- | -- | -- | -- | -- | -- | -- | -- | -- | -- |
| Luogo     | T | C | C | T | C | T | C | T | C | T  | C  | T  | C  | T  | C  | T  | C  | T  | C  | T  | C  | T  | T  | C  | T  | C  | T  | C  | T  | C  |
| Risultato | P | P | N | P | V | N | P | N | P | P  | P  | P  | P  | P  | V  | P  | P  | N  | N  | V  | P  | V  | P  | P  | P  | P  | P  | P  | P  | P  |
| Posizione |   |   |   |   |   |   |   |   |   |    |    |    |    |    |    |    |    |    |    |    |    |    |    |    |    |    |    |    |    | 16 |

Fonte:  1. divisjon 2011, su altomfotball.no, Altomfotball.
Legenda:

Luogo: C = Casa; T = Trasferta. Risultato: V = Vittoria; N = Pareggio; P = Sconfitta.

### Statistiche dei giocatori
| Giocatore             | 1. divisjon | 1. divisjon | 1. divisjon | 1. divisjon | Norgesmesterskapet | Norgesmesterskapet | Norgesmesterskapet | Norgesmesterskapet | Coppe europee | Coppe europee | Coppe europee | Coppe europee | Altre coppe | Altre coppe | Altre coppe | Altre coppe | Totale   | Totale | Totale      | Totale     |
| Giocatore             | Presenze    | Reti        | Ammonizioni | Espulsioni  | Presenze           | Reti               | Ammonizioni        | Espulsioni         | Presenze      | Reti          | Ammonizioni   | Espulsioni    | Presenze    | Reti        | Ammonizioni | Espulsioni  | Presenze | Reti   | Ammonizioni | Espulsioni |
| --------------------- | ----------- | ----------- | ----------- | ----------- | ------------------ | ------------------ | ------------------ | ------------------ | ------------- | ------------- | ------------- | ------------- | ----------- | ----------- | ----------- | ----------- | -------- | ------ | ----------- | ---------- |
| Ø. Aksnes             | 26          | 2           | 4           | 0           | 2                  | 1                  | 0                  | 0                  |               |               |               |               |             |             |             |             | 28       | 3      | 4           | 0          |
| M. Bjørsvik           | 24          | 5           | 1           | 1           | 2                  | 2                  | 1                  | 0                  |               |               |               |               |             |             |             |             | 26       | 7      | 2           | 1          |
| M. Brevig             | 9           | 0           | 1           | 0           | -                  | -                  | -                  | -                  |               |               |               |               |             |             |             |             | 9        | 0      | 1           | 0          |
| D. Campos             | 2           | 0           | 0           | 0           | 0                  | 0                  | 0                  | 0                  |               |               |               |               |             |             |             |             | 2        | 0      | 0           | 0          |
| B. Dahl               | 27          | 2           | 7           | 0           | 2                  | 0                  | 0                  | 0                  |               |               |               |               |             |             |             |             | 29       | 2      | 7           | 0          |
| B. Dessalegn          | 14          | 0           | 0           | 0           | 0                  | 0                  | 0                  | 0                  |               |               |               |               |             |             |             |             | 14       | 0      | 0           | 0          |
| K. Duré               | 17          | 0           | 4           | 0           | 1                  | 0                  | 0                  | 0                  |               |               |               |               |             |             |             |             | 18       | 0      | 4           | 0          |
| P. Ehiorobo           | 12          | 2           | 3           | 2           | 1                  | 0                  | 0                  | 0                  |               |               |               |               |             |             |             |             | 13       | 2      | 3           | 2          |
| J. Glesnes            | 16          | 1           | 2           | 0           | 1                  | 0                  | 0                  | 0                  |               |               |               |               |             |             |             |             | 17       | 1      | 2           | 0          |
| E. Hansen             | 20          | 1           | 0           | 0           | 2                  | 0                  | 0                  | 0                  |               |               |               |               |             |             |             |             | 22       | 1      | 0           | 0          |
| J. Hatland            | 3           | 0           | 0           | 0           | 0                  | 0                  | 0                  | 0                  |               |               |               |               |             |             |             |             | 3        | 0      | 0           | 0          |
| P. Havsgård Martinsen | 25          | 3           | 5           | 0           | 2                  | 0                  | 0                  | 0                  |               |               |               |               |             |             |             |             | 27       | 3      | 5           | 0          |
| F. Heggeland          | 7           | 0           | 0           | 0           | 0                  | 0                  | 0                  | 0                  |               |               |               |               |             |             |             |             | 7        | 0      | 0           | 0          |
| H. Hjelseth Aksnes    | 3           | -8          | 0           | 0           | 1                  | -1                 | 0                  | 0                  |               |               |               |               |             |             |             |             | 4        | -9     | 0           | 0          |
| M. Hollund            | 2           | -9          | 0           | 0           | 0                  | -0                 | 0                  | 0                  |               |               |               |               |             |             |             |             | 2        | -9     | 0           | 0          |
| M. Kaland             | 27          | 4           | 1           | 0           | 1                  | 0                  | 0                  | 0                  |               |               |               |               |             |             |             |             | 28       | 4      | 1           | 0          |
| L. Kallevik           | 16          | 4           | 0           | 0           | 0                  | 0                  | 0                  | 0                  |               |               |               |               |             |             |             |             | 16       | 4      | 0           | 0          |
| M. Lundekvam Olsen    | 14          | 0           | 0           | 0           | 1                  | 0                  | 0                  | 0                  |               |               |               |               |             |             |             |             | 15       | 0      | 0           | 0          |
| J. Mendy              | 11          | 1           | 2           | 0           | 2                  | 0                  | 0                  | 0                  |               |               |               |               |             |             |             |             | 13       | 1      | 2           | 0          |
| M. Møvik              | 21          | 1           | 5           | 0           | 0                  | 0                  | 0                  | 0                  |               |               |               |               |             |             |             |             | 21       | 1      | 5           | 0          |
| S. Myrdal             | 0           | 0           | 0           | 0           | 0                  | 0                  | 0                  | 0                  |               |               |               |               |             |             |             |             | 0        | 0      | 0           | 0          |
| A. Næs                | 25          | 2           | 3           | 1           | 0                  | 0                  | 0                  | 0                  |               |               |               |               |             |             |             |             | 25       | 2      | 3           | 1          |
| S. Økland             | 2           | 0           | 0           | 0           | 0                  | 0                  | 0                  | 0                  |               |               |               |               |             |             |             |             | 2        | 0      | 0           | 0          |
| C. Psyché             | 13          | 0           | 2           | 0           | 2                  | 1                  | 0                  | 0                  |               |               |               |               |             |             |             |             | 15       | 1      | 2           | 0          |
| E. Storesund          | 18          | 2           | 5           | 0           | 2                  | 0                  | 0                  | 0                  |               |               |               |               |             |             |             |             | 20       | 2      | 5           | 0          |
| J. Thorbjørnsen       | 27          | -54         | 1           | 1           | 1                  | -1                 | 0                  | 0                  |               |               |               |               |             |             |             |             | 28       | -55    | 1           | 1          |
| A. Walde              | 25          | 1           | 3           | 0           | 2                  | 0                  | 0                  | 0                  |               |               |               |               |             |             |             |             | 27       | 1      | 3           | 0          |